# Hội đồng thương mại Chicago
Hội đồng thương mại Chicago (tiếng Anh: Chicago Board of Trade), viết tắt là CBOT, là một sở giao dịch hàng hóa được thành lập vào năm 1848. Hội đồng thương mại Chicago ban đầu chỉ giao dịch các mặt hàng nông sản như lúa mì, ngô và đậu nành. Giờ đây, nó cung cấp các tùy chọn và hợp đồng tương lai trên nhiều loại sản phẩm bao gồm vàng, bạc, trái phiếu kho bạc Hoa Kỳ và năng lượng.

## Lịch sử
Hội đồng thương mại Chicago có nguồn gốc từ giữa thế kỷ 19 nhằm giúp nông dân và người tiêu dùng hàng hóa quản lý rủi ro bằng cách loại bỏ sự không chắc chắn về giá khỏi các sản phẩm nông nghiệp như lúa mì và ngô. Sau đó, các hợp đồng tương lai về các sản phẩm như gia súc và các vật nuôi khác đã được thêm vào. Chicago được chọn làm địa điểm giao lưu vì cơ sở hạ tầng đường sắt, vị trí gần các vùng trung tâm nông nghiệp của Mỹ và vị trí của thành phố là điểm trung chuyển chính cho chăn nuôi. Việc phân phối các sản phẩm nằm dưới các mối liên hệ tương lai và giao dịch trên sàn giao dịch được thực hiện dễ dàng hơn và giá cả phải chăng hơn nhờ vị trí thực tế của nó.
Năm 1864, CBOT đã niêm yết các hợp đồng kỳ hạn "giao dịch trao đổi" chuẩn hóa đầu tiên, được gọi là hợp đồng tương lai. Năm 1919, Chicago Butter and Egg Board, một công ty con của CBOT, đã được tổ chức lại để cho phép các nhà giao dịch thành viên cho phép giao dịch tương lai và tên của nó đã được đổi thành Sở giao dịch hàng hóa Chicago (CME).
Ngày 12 tháng 7 năm 2007, CBOT sáp nhập với Sở giao dịch hàng hóa Chicago (CME) thành CME Group. Ngoài CBOT còn có 3 sàn giao dịch khác là CME, NYMEX, và COMEX, mỗi sàn hoạt động như một Thị trường hợp đồng được chỉ định (DCM), giao dịch trên các nhóm mặt hàng khác nhau.